# توماس ميلر (موسيقي)
توماس ميلر (بالإنجليزية: Thomas Miller)‏ هو موسيقي أمريكي، ولد في 15 أغسطس 1966.

## روابط خارجية
- توماس ميلر على موقع IMDb (الإنجليزية)
- توماس ميلر على موقع ميوزك برينز (الإنجليزية)